# Bernhard Gamsjäger
Bernhard Gamsjäger (* 30. November 1949 in St. Pölten) ist ein österreichischer Lehrer, Autor, Regional- und Volksmusikforscher.

## Leben
Bernhard Gamsjäger wuchs als Sohn des ÖBB-Beamten Franz Gamsjäger (1915–2004) und der Rosalia Gamsjäger (geb. Fahrngruber, 1918–2004) in Frankenfels (Niederösterreich) auf. Er besuchte von 1964 bis 1967 die Bundeshandelsschule in St. Pölten und arbeitete dort in der Folge bei einer Steuerberatungsfirma. Nach dem Präsenzdienst (1969) absolvierte er 1971 die Externistenreifeprüfung in Wien. Nachdem Bernhard Gamsjäger 1974 die Lehramtsprüfung an der Pädagogischen Akademie des Bundes in Wien in den Fächern Deutsch und Biologie abgeschlossen hatte, wurde er als Lehrer in der Hauptschule Böheimkirchen eingesetzt.
Er lebt in St. Pölten, ist seit 1972 verheiratet und hat zwei Töchter.

## Wissenschaftliche, heimatkundliche und volkskundliche Tätigkeiten
Seit 1979 ist Gamsjäger Mitarbeiter des Niederösterreichischen Volksliedwerkes. Nach seinem Studium der Paläontologie, Geologie und Humanbiologie erfolgte 1981 seine Promotion zum Doktor der Philosophie an der Universität Wien. Mit dem Fotografen Johann Marsam arbeitete er von 1982 bis 2007 zusammen, mit ihm hat er 25 regionalhistorische Ausstellungen und diverse Publikationen gestaltet. Seit 1989 organisiert er die jährlichen Burggespräche der Gemeinde Frankenfels auf der Burg Weißenburg mit. Seit 1992 ist Bernhard Gamsjäger auch im Fachbeirat des Niederösterreichischen Volksliedwerkes vertreten und wurde 1996 Vorstandsmitglied der Volkskultur Niederösterreich – Niederösterreichisches Volksliedwerk; seit 2004 Autor beim Österreichischen Musiklexikon (online). Seit 2008 ist er Vorstandsmitglied des Österreichischen Volksliedwerkes, 2010 wurde Gamsjäger von der Nationalagentur für das immaterielle Kulturerbe der Österreichischen UNESCO-Kommission in die Liste der Experten aufgenommen, seit 2016 ist er regionalhistorischer Berater beim Projekt Filmchronisten der LEADER-Region Mostviertel-Mitte.

## Publikationen (Auswahl)
- Systematik und Phylogenie der obertriadischen Cladiscitidae ZITTEL, 1884 (Ammonoidea) (= Österreichische Akademie der Wissenschaften, mathematisch-naturwissenschaftliche Klasse: Denkschriften. Bd. 122). Springer, Wien 1982 (Dissertation, Universität Wien, 1982;  zobodat.at [PDF; 15,6 MB]).
- Mensch und Wort (Bild- und Gedichtband), gemeinsam mit Johann Marsam und Leopold Ott, St. Pölten 1984.
- Frankenfelser Häuserbuch. Frankenfels 1987.
- Das Flügelhorn-Tantum ergo. Ein Beitrag zur volkstümlichen Kirchenmusik in Niederösterreich. In: Jahrbuch des Österreichischen Volksliedwerkes 36/37. Wien 1989, S. 105–109.
- Eine „Türkische Hochzeit“ – Volksgruppen aus der Türkei in Niederösterreich. In: Brauchtumskalender der NÖ Heimatpflege. Mödling 1996, S. 148–151.
- 40 Jahre Weggemeinschaft Fischbachgraben (gemeinsam mit Leopold Größbacher). Frankenfels 1996.
- Das Frankenfelser Buch (gemeinsam mit Ernst Langthaler). Frankenfels 1997.
- Josefsberg, am 29. März 1948 .... Gedenkschrift des Musikvereines Ötscherland, Frankenfels 1998.
- Josef Harreiter – Ansonsten war ich mit meinem Leben recht zufrieden. Bearbeitet, mit Anmerkungen versehen und herausgegeben von Bernhard Gamsjäger, Gösing am Wagram 1999.
- 40 Jahre Musikverein Ötscherland. Booklet zur gleichnamigen Doppel-CD, Frankenfels 1999.
- 50 Jahre Landjugend Frankenfels (Festschrift). Frankenfels 2000.
- 750 Jahre Kirchberg an der Pielach (Dramolett, gemeinsam mit Leo Resch), 2000.
- Pielachtal. Musikalische Brauchformen (gemeinsam mit Walter Deutsch). Corpus Musicae Popularis Austriacae 14/1, Wien 2001.
- Puchenstuben (Ortsgeschichte und Häuserbuch), Puchenstuben 2004 (2. ergänzte Auflage 2014).
- Tradition in Bewegung (gemeinsam mit Verena Hofstetter), Atzenbrugg 2006.
- Kurz-Kirchenführer Frankenfels (gemeinsam mit Pfarrer Alois Brunner), 2006.
- 50 Jahre Musikverein Ötscherland (Festschrift), Frankenfels 2009.
- "Irlas Zaun wird z'rissn". Die Musikantensprachen. In: biblos 60, 2011/2, S. 53–67.
- Kirchberg an der Pielach. Eine Reise durch die Zeit (gemeinsam mit Michael Flieger, Eduard Gugenberger und Sabine Mick), Kirchberg an der Pielach 2013.
- Svatba v Pielachtalu a svatba tureckých přistěhovalců v St. Pöltenu/Hochzeit im Pielachtal und Hochzeit türkischer Migrantinnen und Migranten in St. Pölten. In: Eva Tomašova (Red.), Etnograficka terénni práce/Ethnographische Feldforschung, Havličkův Brod 2014, S. 68–89.
- Sozialdemokratie in St. Pölten 1918-1934. In: Stefan Eminger (Hrsg.), St. Pölten zwischen den Kriegen. Politik, Wirtschaft, Kultur 1918-1938 (= Studien und Forschungen    aus dem Niederösterreichischen Institut für Landeskunde 63), St. Pölten 2015, S. 11–29.
- Der Volkssänger Sepp Fellner (1877-1936). In: Jahrbuch des Österreichischen Volksliedwerkes 64 (2015), S. 74–95.
- Vom Volksliedwerk zur Volkskultur Niederösterreich. In: Jahrbuch des Österreichischen Volksliedwerkes 67/68 (2018/19), S. 149–197.
- Pielachtal. Sängerinnen und Sänger mit ihren Liedern (gemeinsam mit † Walter Deutsch).Corpus Musicae Popularis Austriacae 14/2, Wien 2025.

## Ehrungen
- 1983: Theodor-Körner-Preis für Wissenschaft und Kunst
- 1987: Ehrenzeichen der Marktgemeinde Frankenfels in Silber
- 1989: Kulturpreis des Landes Niederösterreich für Wissenschaft
- 1989: Ehrenmitglied des Musikvereines Ötscherland
- 1997: Ehrenzeichen der Marktgemeinde Frankenfels in Gold für das Frankenfelser Buch[1]
- 2001: Berufstitel Schulrat, für den Schwerpunkt Integration von Kindern mit besonderen Bedürfnissen und von Schülern mit nichtdeutscher Muttersprache
- 2004: Ehrenbürger der Gemeinde Puchenstuben
- 2004: Benennung des Dr. Gamsjäger-Weges in Puchenstuben
- 2007: Autor der Woche bei Radio Niederösterreich am 17. Juni 2007
- 2009: Goldene Förderernadel des NÖ Blasmusikverbandes für Verdienste um den Musikverein Ötscherland
- 2010: Würdigungspreis des Landes Niederösterreich
- 2015: Silbernes Ehrenzeichen für Verdienste um das Bundesland Niederösterreich
- 2019: Ehrenring der Marktgemeinde Frankenfels
- 2025: Ehrenbürger der Marktgemeinde Frankenfels